# Amt Salzderhelden
Das Amt Salzderhelden war ein historisches Verwaltungsgebiet des Fürstentums Grubenhagen bzw. des Königreichs Hannover.

## Geschichte
Zentrum des Amtsbezirks war die um 1320 zuerst genannte und im 18. Jahrhundert abgegangene welfische Heldenburg. 1827 wurde das Amt mit dem Amt Rotenkirchen zum Amt Grubenhagen vereinigt, das 1840 im Amt Einbeck aufging.

## Amtmänner
- 1818–1824: Carl Heinrich Arnold Cleve, Amtmann
- 1825–1827: Carl Heinrich Kohlstedt, Amtmann